# دفنة غليظة الأوراق
دفنة غليظة الأوراق (الاسم العلمي:Daphne pachyphylla) هي نوع من النباتات تتبع جنس الدفنة من الفصيلة المثنانية.